# Superliga Brasileira de Voleibol Feminino de 2011–12
A Superliga Brasileira de Voleibol Feminino de 2011-12 foi a 18ª edição desta competição organizada pela Confederação Brasileira de Voleibol através da Unidade de Competições Nacionais. Também foi a 34ª edição do Campeonato Brasileiro de Voleibol Feminino, a principal competição entre clubes de voleibol feminino do Brasil. Participaram do torneio 12 equipes, vindo de 4 estados brasileiros: Minas Gerais, Rio de Janeiro, Santa Catarina e São Paulo.
O Sollys/Nestlé de Osasco (SP) conquistou seu segundo título da competição ao vencer o Unilever na final por três sets a zero no Ginásio do Maracanãzinho.

## Regulamento

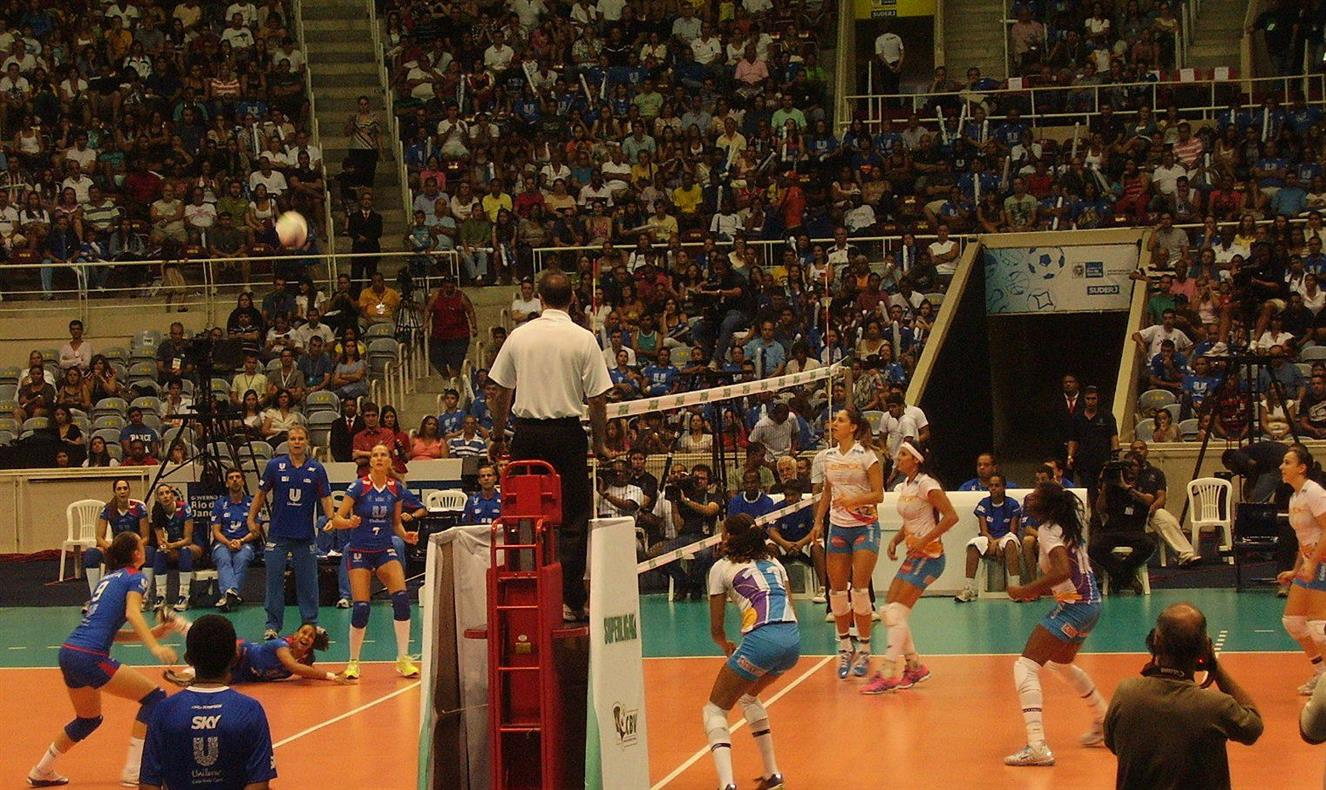
Jogo entre Rio de Janeiro e Vôlei Futuro, pela segunda partida da semifinal da Superliga, no Maracanãzinho

A fase classificatória da competição foi disputada por 12 clubes em dois turnos. Em cada turno, todos os times jogaram entre si uma única vez. Os jogos do segundo turno foram realizados na mesma ordem do primeiro, apenas com o mando de quadra invertido. Os oito primeiros colocados se classificaram para os play-offs. Nesta fase, a vitória por 3-0 ou 3-1 garantiu três pontos na classificação para o vencedor e nenhum para a equipe derrotada; já o placar de 3-2 deu dois pontos para a equipe vencedora e um para a perdedora.
Os play-offs foram divididos em três fases - quartas-de-final, semifinais e final.
Nas quartas-de-final houve um cruzamento entre as equipes com os melhores índices técnicos seguindo a lógica: 1ª x 8ª (A); 2ª x 7ª(B); 3ª x 6ª(C) e 4ª x 5ª(D). Estas jogaram partidas em melhor de 3 (jogos), sendo um mando de campo para cada e o jogo de desempate, quando houve, no ginásio da equipe com o melhor índice técnico da fase classificatória. 
As semifinais foram disputadas pelas equipes que passaram das quartas-de-final, seguindo a lógica: Vencedora do jogo A x Vencedora do jogo D; Vencedora do jogo B x Vencedora do jogo C. Estas jogaram novamente partidas em melhor de 3 (jogos), sendo um mando de campo para cada e o jogo de desempate, quando houve, no ginásio da equipe com o melhor índice técnico da fase classificatória.
As vencedoras se classificaram para a final, disputada em jogo único no Ginásio do Maracanãzinho, na cidade do Rio de Janeiro. A terceira e a quarta colocação foram definidas pelo melhor índice técnico da fase classificatória e das semifinais.
Estão garantidas na Superliga Brasileira de Voleibol Feminino de 2012-13 as oito equipes com o melhor índice técnico da primeira fase. A equipe campeã ainda terá o direito de participar do Sul-Americano de Clubes de 2012.

## Equipes participantes
Doze equipes disputaram o título da Superliga Feminina de Voleibol 2011/2012. São elas:
| Equipe                  | Cidade                | Última participação | Temporada 2010/2011 |
| ----------------------- | --------------------- | ------------------- | ------------------- |
| Unilever                | Rio de Janeiro        | Superliga 2010/2011 | Vice-Campeão        |
| Sollys/Nestlé           | Osasco                | Superliga 2010/2011 | Campeão             |
| Vôlei Futuro            | Araçatuba             | Superliga 2010/2011 | 3º                  |
| Pinheiros               | São Paulo             | Superliga 2010/2011 | 4º                  |
| Usiminas/Minas          | Belo Horizonte        | Superliga 2010/2011 | 5º                  |
| Macaé Sports            | Macaé                 | Superliga 2010/2011 | 6º                  |
| Banana Boat/Praia Clube | Uberlândia            | Superliga 2010/2011 | 7º                  |
| BMG/São Bernardo        | São Bernardo do Campo | Superliga 2010/2011 | 8º                  |
| Mackenzie/Cia. do Terno | Belo Horizonte        | Superliga 2010/2011 | 9º                  |
| São Caetano             | São Caetano do Sul    | Superliga 2010/2011 | 10º                 |
| Rio do Sul              | Rio do Sul            | Estreante           | -                   |
| Sesi-SP                 | São Paulo             | Estrante            | -                   |

## Classificação
- Vitória por 3 sets a 0 ou 3 a 1: 3 pontos para o vencedor;
- Vitória por 3 sets a 2: 2 pontos para o vencedor e 1 ponto para o perdedor.
- Não comparecimento, a equipe perde 2 pontos.
- Em caso de igualdade por pontos, os seguintes critérios servem como desempate: número de vitórias, média de sets e média de pontos.

|  |                                                                                     |
|  | Equipes classificadas para às quartas-de-final e garantidas na Superliga 2012/2013. |

|     |                   |     | Jogos | Jogos | Jogos | Resultados | Resultados | Resultados | Resultados | Resultados | Resultados | Sets | Sets | Sets  | Pontos | Pontos | Pontos |
| Pos | Equipe            | Pts | T     | V     | D     | 3–0        | 3–1        | 3–2        | 2–3        | 1–3        | 0–3        | V    | P    | R     | V      | P      | R      |
| --- | ----------------- | --- | ----- | ----- | ----- | ---------- | ---------- | ---------- | ---------- | ---------- | ---------- | ---- | ---- | ----- | ------ | ------ | ------ |
| 1   | Osasco VC         | 58  | 22    | 19    | 3     | 11         | 8          | 0          | 1          | 2          | 0          | 61   | 17   | 3.588 | 1891   | 1545   | 1.224  |
| 2   | Rio de Janeiro VC | 57  | 22    | 19    | 3     | 16         | 2          | 1          | 1          | 1          | 1          | 60   | 13   | 4.615 | 1760   | 1451   | 1.213  |
| 3   | GRER Araçatuba    | 50  | 22    | 17    | 5     | 10         | 3          | 4          | 3          | 0          | 2          | 57   | 26   | 2.192 | 1905   | 1687   | 1.129  |
| 4   | Minas TC          | 43  | 22    | 16    | 6     | 7          | 4          | 5          | 0          | 1          | 5          | 49   | 32   | 1.531 | 1819   | 1711   | 1.063  |
| 5   | Sesi-SP           | 42  | 22    | 13    | 9     | 8          | 3          | 2          | 5          | 1          | 3          | 50   | 34   | 1.471 | 1859   | 1786   | 1.041  |
| 6   | Praia Clube       | 33  | 22    | 11    | 11    | 4          | 5          | 2          | 2          | 5          | 4          | 42   | 42   | 1,000 | 1834   | 1862   | 0.985  |
| 7   | Mackenzie EC      | 32  | 22    | 11    | 11    | 5          | 3          | 3          | 2          | 4          | 5          | 41   | 42   | 0.976 | 1832   | 1824   | 1.004  |
| 8   | ADCM São Bernardo | 24  | 22    | 8     | 14    | 1          | 4          | 3          | 3          | 2          | 9          | 32   | 52   | 0.615 | 1743   | 1876   | 0.929  |
| 9   | EC Pinheiros      | 22  | 22    | 7     | 15    | 2          | 3          | 2          | 3          | 6          | 6          | 33   | 52   | 0.635 | 1805   | 1919   | 0.941  |
| 10  | SER Rio do Sul    | 13  | 22    | 4     | 18    | 2          | 0          | 2          | 3          | 8          | 7          | 26   | 58   | 0.448 | 1674   | 1933   | 0.866  |
| 11  | Macaé Sports      | 12  | 22    | 3     | 19    | 0          | 3          | 0          | 3          | 3          | 13         | 18   | 60   | 0.300 | 1588   | 1829   | 0.868  |
| 12  | São Caetano EC    | 10  | 22    | 4     | 18    | 1          | 0          | 3          | 1          | 5          | 12         | 19   | 60   | 0.317 | 1606   | 1893   | 0.848  |

## Fase classificatória
Para um dado resultado encontrado nesta tabela, a linha se refere ao mandante e a coluna, ao visitante.
|                   | MAC | MCK | MIN | OSA | PIN | PRA | RDS | SBE | SES | SCA | UNI | VFO | Classificação |
| Macaé Sports      |     | 0-3 | 0-3 | 1-3 | 0-3 | 2-3 | 3-1 | 1-3 | 0-3 | 3-1 | 0-3 | 0-3 | 11º           |
| Mackenzie EC      | 3-0 |     | 1-3 | 1-3 | 1-3 | 3-1 | 3-1 | 3-0 | 3-2 | 3-0 | 0-3 | 0-3 | 7º            |
| Minas TC          | 3-2 | 3-2 |     | 3-1 | 3-1 | 3-0 | 3-0 | 3-0 | 0-3 | 3-0 | 0-3 | 3-2 | 4º            |
| Osasco VC         | 3-0 | 3-0 | 3-0 |     | 3-0 | 3-1 | 3-0 | 3-1 | 3-0 | 3-0 | 1-3 | 3-0 | 1º            |
| EC Pinheiros      | 1-3 | 1-3 | 0-3 | 1-3 |     | 1-3 | 3-2 | 2-3 | 3-1 | 3-1 | 0-3 | 2-3 | 9º            |
| Praia Clube       | 3-0 | 2-3 | 3-1 | 1-3 | 3-1 |     | 3-1 | 3-1 | 1-3 | 3-0 | 0-3 | 3-2 | 6º            |
| SER Rio do Sul    | 3-0 | 0-3 | 1-3 | 0-3 | 0-3 | 3-2 |     | 3-2 | 1-3 | 3-0 | 0-3 | 1-3 | 10º           |
| ADCM São Bernardo | 3-1 | 3-2 | 2-3 | 0-3 | 2-3 | 0-3 | 3-1 |     | 0-3 | 3-0 | 0-3 | 0-3 | 8º            |
| Sesi-SP           | 3-0 | 3-1 | 2-3 | 0-3 | 3-0 | 3-0 | 3-2 | 2-3 |     | 3-0 | 2-3 | 3-2 | 5º            |
| São Caetano EC    | 3-2 | 2-3 | 0-3 | 1-3 | 3-2 | 0-3 | 3-2 | 1-3 | 3-0 |     | 0-3 | 0-3 | 12º           |
| Rio de Janeiro VC | 3-0 | 3-0 | 3-0 | 1-3 | 3-0 | 3-0 | 3-0 | 3-0 | 0-3 | 3-0 |     | 3-0 | 2º            |
| GRER Araçatuba    | 3-0 | 3-0 | 3-0 | 3-2 | 3-0 | 3-1 | 3-0 | 3-0 | 3-2 | 3-1 | 3-2 |     | 3º            |

## Playoffs
|  | Quartas-de-final | Quartas-de-final  | Quartas-de-final | Quartas-de-final  | Quartas-de-final |          |                | Semifinais        | Semifinais | Semifinais | Semifinais | Semifinais |  |  | Final | Final     | Final | Final | Final | Final | Final |
|  |                  |                   |                  |                   |                  |          |                |                   |            |            |            |            |  |  |       |           |       |       |       |       |       |
|  | 1º               | Osasco VC         | 3                | 3                 |                  |          |                |                   |            |            |            |            |  |  |       |           |       |       |       |       |       |
|  | 8º               | ADCM São Bernardo | 0                | 1                 |                  |          |                |                   |            |            |            |            |  |  |       |           |       |       |       |       |       |
|  | 8º               | ADCM São Bernardo | 0                | 1                 |                  | 1º       | Osasco VC      | 3                 | 3          |            |            |            |  |  |       |           |       |       |       |       |       |
|  |                  |                   |                  |                   |                  | 1º       | Osasco VC      | 3                 | 3          |            |            |            |  |  |       |           |       |       |       |       |       |
|  |                  | 4º                | Minas TC         | 1                 | 0                |          |                |                   |            |            |            |            |  |  |       |           |       |       |       |       |       |
|  | 4º               | 4º                | Minas TC         | 1                 | 0                | Minas TC | 3              | 0                 | 3          |            |            |            |  |  |       |           |       |       |       |       |       |
|  | 4º               |                   |                  |                   |                  | Minas TC | 3              | 0                 | 3          |            |            |            |  |  |       |           |       |       |       |       |       |
|  | 5º               | Sesi-SP           | 2                | 3                 | 2                |          |                |                   |            |            |            |            |  |  |       |           |       |       |       |       |       |
|  |                  |                   |                  |                   |                  |          |                |                   |            |            |            |            |  |  | 1º    | Osasco VC | 3     |       |       |       |       |
|  |                  |                   | 2º               | Rio de Janeiro VC | 0                |          |                |                   |            |            |            |            |  |  |       |           |       |       |       |       |       |
|  | 2º               | Rio de Janeiro VC | 2                | 3                 | 3                |          |                |                   |            |            |            |            |  |  |       |           |       |       |       |       |       |
|  | 7º               | Mackenzie EC      | 3                | 1                 | 0                |          |                |                   |            |            |            |            |  |  |       |           |       |       |       |       |       |
|  | 7º               | Mackenzie EC      | 3                | 1                 | 0                |          | 2º             | Rio de Janeiro VC | 3          | 2          | 3          |            |  |  |       |           |       |       |       |       |       |
|  |                  |                   |                  |                   |                  |          | 2º             | Rio de Janeiro VC | 3          | 2          | 3          |            |  |  |       |           |       |       |       |       |       |
|  |                  | 3º                | GRER Araçatuba   | 0                 | 3                | 0        |                |                   |            |            |            |            |  |  |       |           |       |       |       |       |       |
|  | 3º               | 3º                | GRER Araçatuba   | 0                 | 3                | 0        | GRER Araçatuba | 3                 | 3          |            |            |            |  |  |       |           |       |       |       |       |       |
|  | 3º               |                   |                  |                   |                  |          | GRER Araçatuba | 3                 | 3          |            |            |            |  |  |       |           |       |       |       |       |       |
|  | 6º               | Praia Clube       | 2                | 2                 |                  |          |                |                   |            |            |            |            |  |  |       |           |       |       |       |       |       |

| Superliga Brasileira de Voleibol Feminino de 2011-12 |
| Campeão                                              |
| Bandeira de São Paulo                                |
| ---------------------------------------------------- |
| Sollys/Nestlé 5º título                              |

## Prêmios individuais
| MVP (Most Valuable Player) da final | Fabíola        | Osasco VC         |
| Melhor atacante                     | Sheilla Castro | Rio de Janeiro VC |
| Melhor bloqueio                     | Adenízia       | Osasco VC         |
| Melhor saque                        | Sheilla Castro | Rio de Janeiro VC |
| Melhor Recepção                     | Camila Brait   | Osasco VC         |
| Melhor levantadora                  | Fabíola        | Osasco VC         |
| Melhor defesa                       | Sassá          | Sesi-SP           |

## Ver Também
- Superliga Brasileira de Voleibol Feminino
- Confederação Brasileira de Voleibol